# Guglielmo Nasi
Guglielmo Alfonso Filippo Ciro Clemente Nasi (Civitavecchia, 21 febbraio 1879 – Modena, 21 settembre 1971) è stato un generale e politico italiano, alto ufficiale del Regio Esercito, che assunse i vertici del servizio nell'Africa Orientale Italiana. Fu ultimo Viceré d'Etiopia.

## Biografia
Nacque a Civitavecchia il 21 febbraio 1879. Dopo essersi arruolato nel Regio Esercito entrò nella Regia Accademia di Artiglieria e Genio di Torino, da cui uscì con il grado di sottotenente, assegnato all'Arma di artiglieria. 

### Carriera militare
Nel 1905 fu promosso tenente, e nel 1912 fu inviato in Libia con il grado di capitano, in forza all'8º Reggimento d'artiglieria.
L'anno successivo si distinse nel combattimento di Saf Saf (1º luglio), venendo decorato con una Medaglia d'argento al valor militare.
Dopo l'entrata nella prima guerra mondiale dell'Italia, avvenuta il 24 maggio 1915, si distinse in forza all'artiglieria, in particolare nel corso del 1917, e al termine del conflitto risultava decorato con altre tre Medaglie d'argento al valor militare, ed aveva raggiunto il grado di tenente colonnello.
Nel 1924 assunse il comando del 3º reggimento d'artiglieria, e l'anno successivo fu nominato addetto militare a Parigi dove rimane per 3 anni fino al 1928. In quell'anno rientrò in Patria per essere quindi inviato nelle colonie africane in qualità di Capo di stato maggiore delle truppe coloniali, ricoprendo l'incarico di Vice-governatore della Cirenaica italiana dal 1934 al 1935.

### In Africa Orientale Italiana
Dopo lo scoppio della guerra d'Etiopia, Nasi fu impegnato sul fronte sud al comando della 1ª Divisione fanteria "Libia", alle dipendenze del generale Rodolfo Graziani. In questo frangente portò le sue truppe a scontrarsi con le truppe etiopi al comando di Wehib Pascià, un generale turco al servizio dell'imperatore etiopico. Wehib cercò di attirare l'armata italiana in una trappola facendola spingere il più possibile nel deserto dell'Ogaden. Ma nello svolgimento di tale operazione i reparti italiani al comando di Nasi, e del generale  Navarra, fecero fallire l'operazione infliggendo gravissime perdite agli abissini e mettendo a repentaglio la stessa sopravvivenza dell'armata di Wehib Pascià.
Al termine della campagna d'Etiopia fu nominato governatore dell'Harar, ricoprendo tale incarico dal 1936 al 1939, quando assunse quello di governatore dello Scioa che ricoprì fino al 1940 (cumulando anche la carica con quella di vice governatore dell'AOI). 
Nel 1938 era stato promosso tenente generale.
La sua politica di governo fu caratterizzata da una forte azione moralizzatrice dell'amministrazione civile e militare. Si dimostrò anche un abile diplomatico nella gestione delle relazioni con le diverse tribù indigene, alternando l'utilizzo della forza con la trattativa.
Sostenne, inoltre, il viceré Amedeo d'Aosta nella sua azione di collaborazione con i notabili, inclusi i dissidenti, e in quella di avvicinamento alle popolazioni etiopi.

### Guerra mondiale
Con l'entrata nella seconda guerra mondiale dell'Italia, avvenuta il 10 giugno 1940, venne anche nominato comandante in capo dello scacchiere Est delle Forze armate dell'Africa Orientale Italiana. In questo ruolo organizzò e guidò personalmente una fortunata campagna contro il Somaliland britannico, impiegando gli àscari.
Nell'agosto 1941 assunse il massimo grado di generale.
L'ultima piazzaforte nell'Africa orientale italiana fu completamente conquistata dagli inglesi a Gondar (Etiopia), nel novembre 1941. Nei mesi precedenti, l'equilibrio delle forze nel corno d'Africa cambiò decisamente costringendo le forze italiane ad assumere una posizione difensiva. Nasi, rimasto completamente isolato, combatté la battaglia di Gondar. Il 27 novembre 1941 iniziò l'attacco finale degli inglesi diretto subito sull'aeroporto di Azozo. Nella mattinata cadde Azozo e le truppe britanniche raggiunsero il castello di Fasilades.
Alle 14.30 il generale Guglielmo Nasi inviò in Italia l'ultimo dispaccio: «La brigata di riserva, lanciata sul fronte sud, non è riuscita a contenere l'attacco. Il nemico ha già superato il reticolato e i mezzi blindati sono penetrati in città. Ritengo esaurito ogni mezzo per un'ulteriore resistenza ed invio i parlamentari». Poco dopo il comando italiano di Gondar, locato nella Banca d'Italia, fu preso d'assalto e costretto alla resa. Il 30 novembre deposero le armi gli italiani negli ultimi presidi che ancora resistevano. Guglielmo Nasi fu l'ultimo comandante italiano ad arrendersi nell'Africa Orientale Italiana il 28 novembre 1941. Fatto prigioniero, fu inviato in un campo di prigionia nel Kenya insieme al duca Amedeo d'Aosta, e quando costui morì, Nasi assunse il comando dei circa 60.000 prigionieri italiani.
Dopo l'armistizio dell'8 settembre 1943 con gli Alleati della seconda guerra mondiale, si schierò con il governo del Maresciallo d'Italia Pietro Badoglio.

### Dopoguerra
Gli fu consentito di rientrare in Italia solo al termine della guerra, nel novembre 1945 per presentarsi davanti all'Alta Corte di Giustizia e difendersi dalla denuncia presentata contro di lui dall'Alto Commissario per le sanzioni contro il fascismo. Fu prosciolto nel corso di quello stesso anno.
Nel 1949 venne designato a ricoprire la carica di "Commissario straordinario al trapasso" in Somalia tra l'uscente amministrazione britannica e la nuova Amministrazione fiduciaria italiana della Somalia.
Sull'onda delle proteste del governo etiopico, espresse direttamente dall'imperatore Hailé Selassié al governo italiano e riprese nel parlamento italiano dalla sinistra, il Consiglio dei ministri decise di revocargli l'incarico e di sopprimere la stessa figura di Commissario straordinario. 
Le proteste etiopiche furono collegate al fatto che il suo nome risultava fra quelli dei presunti criminali di guerra denunciati dal governo etiopico alle Nazioni Unite.
Si spense a Modena nel 1971. Lo storico Angelo Del Boca, tra i massimi studiosi del colonialismo italiano, lo considerò il migliore ufficiale del Regio Esercito presente in A.O.I.